# Егіта
Егіта (рос. Эгита) — село Єравнинського району, Бурятії Росії. Входить до складу Сільського поселення Егітуйське.
Населення — 342 особи (2015 рік).